# Ernst Haccius
Ernst Haccius (11 de diciembre de 1893 - 11 de febrero de 1943) fue un oficial alemán en la Wehrmacht de la Alemania Nazi durante la II Guerra Mundial que comandó la 46.ª División de Infantería. Fue condecorado con la Cruz de Caballero de la Cruz de Hierro. Haccius murió en combate el 11 de febrero de 1943 al norte de Krasnodar/Cáucaso; fue promovido póstumamente al rango de Generalleutnant y le fue concedida la Cruz de Caballero.

## Condecoraciones
- Cruz de Caballero de la Cruz de Hierro el 2 de abril de 1943 como Generalleutnant y comandante de la 46. Infanterie-Division[1]